# Franklin S. Billings

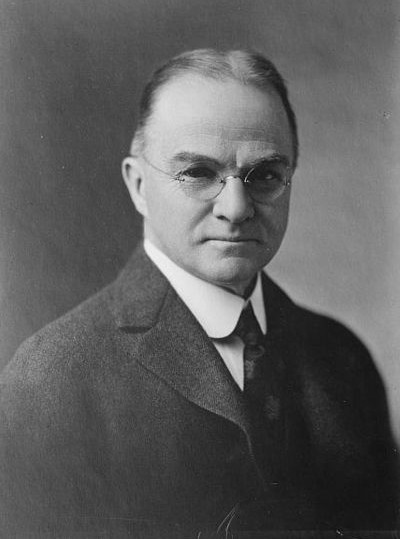
Franklin S. Billings

Franklin Swift Billings (* 11. Mai 1862 in New Bedford, Massachusetts; † 16. Januar 1935 in Woodstock, Vermont) war ein US-amerikanischer Politiker und von 1925 bis 1927 Gouverneur des Bundesstaates Vermont.

## Frühe Jahre und geschäftlicher Aufstieg
Franklin Billings entstammte einer der reichsten und prominentesten Familien in Vermont. Bis 1885 studierte er an der Harvard University. Nach einem Intermezzo als Schafzüchter in Kansas stieg er in New York in das Außenhandelsgeschäft ein. Im Jahr 1903 zog er nach Vermont, wo er Direktor bei der Eisenbahngesellschaft Woodstock Railway wurde. Gleichzeitig war er noch im Vorstand weiterer Gesellschaften wie der Woodstock Electric Company oder der Woodstock Hotel Company.

## Politische Laufbahn
Franklin Billings war Mitglied der Republikanischen Partei. Zwischen 1904 und 1906 leitete er als Oberst die Nationalgarde seines Staates. Zwischen 1910 und 1913 und nochmals von 1921 bis 1923 war er Abgeordneter im Repräsentantenhaus von Vermont, wobei er 1921 bis 1922 dessen Präsident war. Zwischen 1923 und 1925 war Billings als Vizegouverneur Stellvertreter von Gouverneur Redfield Proctor. Im Jahr 1925 wurde er dann selbst zum Gouverneur seines Staates gewählt. Billings trat sein neues Amt am 8. Januar 1925 an. In seiner zweijährigen Amtszeit wurde die Kraftfahrzeugzulassungsbehörde in Vermont gegründet. Die Bundesregierung stellte einige Wälder des Staates und Naturschutz.

## Weiterer Lebenslauf
Nach dem Ende seiner Gouverneurszeit wurde Billings Mitglied in der Kontrollkommission, die die Prohibition überwachte, und war im Aufsichtsrat der Harvard University. Franklin Billings war zweimal verheiratet und hatte insgesamt vier Kinder. Sein Sohn Franklin war später unter anderem Vorsitzender des Vermont Supreme Court und Bundesbezirksrichter.